# Хард-боп
Хард-боп — джазовий стиль, який розвинувся з бібопу і кул-джазу, увібравши в себе елементи соулу, церковної музики (госпел) і блюзу. Пік його популярності припав на 1950—1960-ті роки XX століття.
Цей період у джазі асоціюється переважно з такими особистостями, як Сонні Роллінз, Джон Колтрейн, Майлз Девіс, Арт Блейкі і Чарльз Мінгус.
Згодом послідовники бібопу і хард-бопу додали в нього ще трохи стилю у вигляді модального джазу, в якому гармонійність структури окремих частин стала ще більш вільною, але зазвичай виявлялося це тільки при грі акордами на фортепіано (в тому числі і на низьких тонах).
Завдяки цьому джазовому періоду інструменталісти отримали можливість імпровізувати з різними ладами гамми.

## Історія
Приблизно в той же час, коли кул-джаз пустив коріння на Західному березі США, джазові музиканти з Детройта, Філадельфії і Нью-Йорка почали розробляти більш тверді, важкі варіації старої формули бібопу, які отримали назву Хард-боп або Твердий бібоп. Близько нагадуючи традиційний бібоп у його агресивності й технічних вимогах, хардбоп 1950-х і 1960-х менше ґрунтувався на стандартних пісенних формах і став приділяти більше уваги елементам блюзу і ритмічного драйву. Запальне соло або майстерність імпровізації разом з сильним почуттям гармонії мали першорядну важливість для виконавців на духових інструментах, у секції ритму більш помітним стало участь барабанів і фортепіано, а бас надбав більш плинного, фанкового почуття.
У 1955 році барабанщик Арт Блейкі і піаніст Горас Сільвер сформували ансамбль The Jazz Messengers, найбільш впливову групу, котра працювала у стилі хардбоп. Цей септет постійно удосконалювався й розвивався, успішно працюючи аж до 1980-х, виховав для джазу багатьох головних виконавців жанру, таких, як саксофоністи Генк Моблі, Вейн Шортер, Джонні Гріффін і Бренфорд Марсаліс, а також сурмачі Дональд Берд, Вуді Шоу, Вінтон Марсаліс і Лі Морган. Один із найбільших джазових хітів усіх часів, мелодія Лі Моргана 1963 року, «The Sidewinder» («Удар збоку») був виконаний, хоча і дещо спрощено, але безумовно в танцювальному стилі твердого бібопу.